# Къзълърмак
Къзълърмак (на турски: Kızılırmak, в превод „червена река“), известна в древността като Халис (на гръцки: Ἅλυς), е най-дългата река, изцяло протичаща на територията на Турция. Нейната дължина е 1355 km (по други данни 1151 km), площ на водосборния басейн 77 130 km².

## Географска характеристика

### Извор, течение, устие
Река Къзълърмак води началото си на 2110 m, от южния склон на масива Къзълдаг, издигащ се в северозападната част на Арменската планинска земя, на около 20 km източно от град Имранли във вилаета Сивас. В горното течение тече на запад и югозапад по Анадолското плато между хребетите Акдаг на север и северозапад и Теджер на юг и югоизток. В района на град Невшехир започва средното ѝ течение, като най-напред завива на запад-северозапад, а след изтичането си от язовира Хирфанли – на север, а след град Къръккале – на североизток, като продължава да отводнява Анадолското плато. В горното и средното течение водосборният ѝ басейн е тесен, а притоците ѝ – къси и маловодни. След устието на най-големия си приток Делиджеърмак дрез тясна и дълбок, на места каньоновидна долина проломява централната част на Понтийските планини, в района на град Бафра излиза от планините и след около 20 km се влива в Черно море.

### Притоци, хидроложки показатели
Основни притоци: леви – Аджиърмак, Балабан, Аджичай, Деврьоз, Гьокърмак; десни – Коч, Делиджеърмак. Оттокът на Къзълърмак е с ясно изразено пролетно пълноводие, лятно маловодие и епизодични есенни прииждания в резултат от поройни дъждове във водосборният ѝ басейн.

### Стопанско значение, селища
По течението на реката са изградени няколко големи хидровъзела: Къзълърмак – в най-горното ѝ течение; Хирфанли – в средното течение (преградна стена висока над 80 m, дължина на язовира около 80 km, ВЕЦ с мощност над 100 Мвт); Алтънкая и Бафра – в най-долното течение. Водите на всичките се използват за водоснабдяване, напояване и производство на електроенергия. Плодородните почви по долината ѝ се използват за отглеждането на ориз. По долината на Къзълърмак са разположени множество населени места, в т.ч. градовете Сивас, Невшехир, Къръккале, Османджик, Бафра.

## История
Името Къзълърмак означава „червена река“ и идва от богатата на железни окиси глина по бреговете ѝ. Хетите наричат реката Марашантия. Край нея се намира столицата им Хатуша. Гърците споменават за наличието на каменна сол (халит) край бреговете ѝ, откъдето идва и гръцкото ѝ име – Халис. Течението на реката често се оказва граница между различни империи и често е сцена на военни действия. Когато лидийският цар Крез пита Делфийския оракул дали да нападне мидийците, той му отговаря:
| „ | Пресечеш ли Халис, ще унищожиш велика империя. | “ |

През 546 година пр.н.е. Крез тръгва на поход в Кападокия, която е под контрола на персите. Край град Птерий, на източната страна на река Халис, протича кръвопролитна битка между лидийци и персийци, която завършва безрезултатно, и нито една от страните не рискува да встъпи в нова. Малко по-късно обаче Кир Велики унищожава царството на Крез.